# Canção Patriótica (1808)
Canção patriótica que ao... Senhor D. António de S. José de Castro, bispo, presidente governador da Junta Suprema do Porto foi publicado no Porto, no ano de 1808, pela Tipografia António Alvarez Ribeiro, da autoria de António José Maria Campelo com um total de 4 páginas. Pertence à rede de Bibliotecas municipais de Lisboa e é considerado uma "raridade bibliográfica".